# スレイマヌ・ハミドゥ
スレイマヌ・ハミドゥ（Souleymanou Hamidou 、1973年11月22日 - ）は、カメルーン・モコロ出身の元サッカー選手。現役時代のポジションは、ゴールキーパー。

## 来歴
2000年にカメルーン代表デビュー。2010 FIFAワールドカップではグループステージ全3試合に出場した。カメルーン代表として通算25試合に出場した。

## 代表歴

### 出場大会
- カメルーン代表
  - 2010 FIFAワールドカップ

### 試合数
- 国際Aマッチ 25試合 0得点（2000年-2010年）[1]

| カメルーン代表 | 国際Aマッチ | 国際Aマッチ |
| 年             | 出場        | 得点        |
| -------------- | ----------- | ----------- |
| 2000           | 1           | 0           |
| 2001           | 1           | 0           |
| 2002           | 0           | 0           |
| 2003           | 0           | 0           |
| 2004           | 3           | 0           |
| 2005           | 5           | 0           |
| 2006           | 4           | 0           |
| 2007           | 3           | 0           |
| 2008           | 0           | 0           |
| 2009           | 3           | 0           |
| 2010           | 5           | 0           |
| 通算           | 25          | 0           |

## タイトル
カメルーン代表
- アフリカネイションズカップ準優勝: 2008[2]
- アフリカネイションズカップ: 2000